# Japaraíba
Japaraíba is een gemeente in de Braziliaanse deelstaat Minas Gerais. De gemeente telt 3.866 inwoners (schatting 2009).

## Aangrenzende gemeenten
De gemeente grenst aan Arcos, Lagoa da Prata en Santo Antônio do Monte.